# Eleição para o 20º Distrito Congressional de Nova Iorque em 2006
|                                            |  |                                                        |
| Kirsten Gillibrand obteve 53,1% dos votos. |  | John E. Sweeney ficou em segundo com 46,10% dos votos. |

A eleição para o 20º Distrito Congressional de Nova Iorque para o 110º Congresso dos Estados Unidos foi realizada em 7 de novembro de 2006. O representante John E. Sweeney foi o candidato do Partido Republicano, enquanto a advogada Kirsten Gillibrand foi a candidata do Partido Democrata. Gillibrand derrotou Sweeney, com 53% dos votos.
Outro candidato, Morris Guller, tentou disputar a eleição geral pelo Partido Liberal e também tentou derrotar Kirsten Gillibrand na eleição primária democrata de setembro, mas não apresentou petições para qualquer nomeação. Eric Sundwall entrou com a petição para ser o candidato do Partido Libertário, mas foi removido da cédula.